# کما (نورشناسی)
اگر شبکه‌ای منظم از نقاط نورانی داشته باشیم، این بیراهش، تصویر نقاطی را که از محور اپتیکی دورتر هستند، به صورت قطرات اشک یا به‌شکل دنباله‌دارهایی بزرگ‌تر نشان می‌دهد. به این بیراهش، بیراهش اشک یا بیراهش کما می‌گویند. نام انگلیسی آن از واژه COMET به معنای دنباله‌دار و نیز کما گرفته شده‌است.
در یک سامانهٔ نوری یا الکترونی این نقص ناشی از المان اپتیکی است که در صورت غیر صفر بودن زاویهٔ پرتو ورودی با محور اصلی عدسی، پرتو پس از خروج از عدسی روی صفحه‌ای عمود بر محور فرعی تصویری نامتقارن ایجاد می‌کند. در عدسی‌هایی که بیراهش کروی آن‌ها رفع شده باشد، بیراهش اشک نیز تا حد زیادی بر طرف می‌شود. در حقیقت بیراهش اشک همان بیراهش کروی است که از قرار گرفتن نقطهٔ نورانی در خارج از محور اصلی حاصل می‌شود. خود بیراهش اشک به دو نوع مثبت و منفی تقسیم می‌شود.